# Bahnstrecke Pňovany–Bezdružice
| Kursbuchstrecke (SŽ): | 177                  |                               |                               |
| Streckenlänge: | 23,961 km            |                               |                               |
| Spurweite: | 1435 mm (Normalspur) |                               |                               |
| Streckenklasse: | C2                   |                               |                               |
| Maximale Neigung: | 26 ‰                 |                               |                               |
| Minimaler Radius: | 190 m                |                               |                               |
| Streckengeschwindigkeit: | 60 km/h              |                               |                               |
| |                      |                               |                               |
| \| \| \| von Plzeň hl. n. (vorm. KFJB) \| \| \| \| 0,000 \| Pňovany \| 414 m \| \| \| \| nach Cheb (vorm. KFJB) \| \| \| \| 1,30 \| Mže (Talsperre Hracholusky) \| 391 m \| \| \| 3,530 \| Blahousty \| 433 m \| \| \| 7,328 \| Trpísty \| 446 m \| \| \| \| vlečka sklad \| \| \| \| 9,761 \| Lomnička \| 445 m \| \| \| 12,720 \| Cebiv \| 475 m \| \| \| 15,491 \| Strahov \| 444 m \| \| \| 18,613 \| Břetislav \| 485 m \| \| \| 20,346 \| Kokašice \| 512 m \| \| \| 21,203 \| Konstantinovy Lázně \| 529 m \| \| \| 23,961 \| Bezdružice \| 575 m \| |                      |                               |                               |
| Strecke |                      | von Plzeň hl. n. (vorm. KFJB) | von Plzeň hl. n. (vorm. KFJB) |
| Bahnhof | 0,000                | Pňovany                       | 414 m                         |
| Abzweig geradeaus und nach links |                      | nach Cheb (vorm. KFJB)        | nach Cheb (vorm. KFJB)        |
| Brücke über Wasserlauf | 1,30                 | Mže (Talsperre Hracholusky)   | 391 m                         |
| Haltepunkt / Haltestelle | 3,530                | Blahousty                     | 433 m                         |
| Haltepunkt / Haltestelle | 7,328                | Trpísty                       | 446 m                         |
| Abzweig geradeaus und nach rechts |                      | vlečka sklad                  | vlečka sklad                  |
| Haltepunkt / Haltestelle | 9,761                | Lomnička                      | 445 m                         |
| Bahnhof | 12,720               | Cebiv                         | 475 m                         |
| Haltepunkt / Haltestelle | 15,491               | Strahov                       | 444 m                         |
| Haltepunkt / Haltestelle | 18,613               | Břetislav                     | 485 m                         |
| Bahnhof | 20,346               | Kokašice                      | 512 m                         |
| Haltepunkt / Haltestelle | 21,203               | Konstantinovy Lázně           | 529 m                         |
| Kopfbahnhof Streckenende | 23,961               | Bezdružice                    | 575 m                         |

Die Bahnstrecke Pňovany–Bezdružice ist eine Eisenbahnverbindung in Tschechien, die ursprünglich als landesgarantierte Lokalbahn Neuhof–Weseritz (tschech.: Místní dráha Nový Dvůr–Bezdružice) erbaut und betrieben wurde. Sie zweigt in Pňovany (früher Nový Dvůr/Neuhof) von der Bahnstrecke Plzeň–Cheb ab und führt über Konstantinovy Lázně (Konstantinsbad) nach Bezdružice (Weseritz).
Nach einem Erlass der tschechischen Regierung ist die Strecke seit dem 20. Dezember 1995 als regionale Bahn („regionální dráha“) klassifiziert.

## Geschichte
Die Konzession für eine „Localbahn von der Station Neuhof der Staatsbahnlinie Pilsen–Eger nach Weseritz“ wurde am 21. September 1896 dem Fürsten zu Löwenstein-Wertheim-Rosenberg, Herrschaftsbesitzer in Haid, zusammen mit August Graf Wydenbruck, Herrschaftsbesitzer in Topiat, Joseph Starck, Advokat in Pilsen, und Wenzel Guschal, Bezirksobmann in Weseritz, erteilt. Die Konzessionäre wurden verpflichtet, den Bau der Strecken sofort zu beginnen und binnen zwei Jahren fertigzustellen. Die Konzessionsdauer war auf 90 Jahre festgesetzt.
Am 2. Juni 1901 wurde die Strecke eröffnet. Den Betrieb führten die k.k. Staatsbahnen (kkStB) für Rechnung der Eigentümer aus. Im Jahr 1912 wies der Fahrplan der Lokalbahn drei gemischte Zugpaare 2. und 3. Klasse aus. Sie benötigten für die 24 Kilometer lange Strecke etwa eineinhalb Stunden.

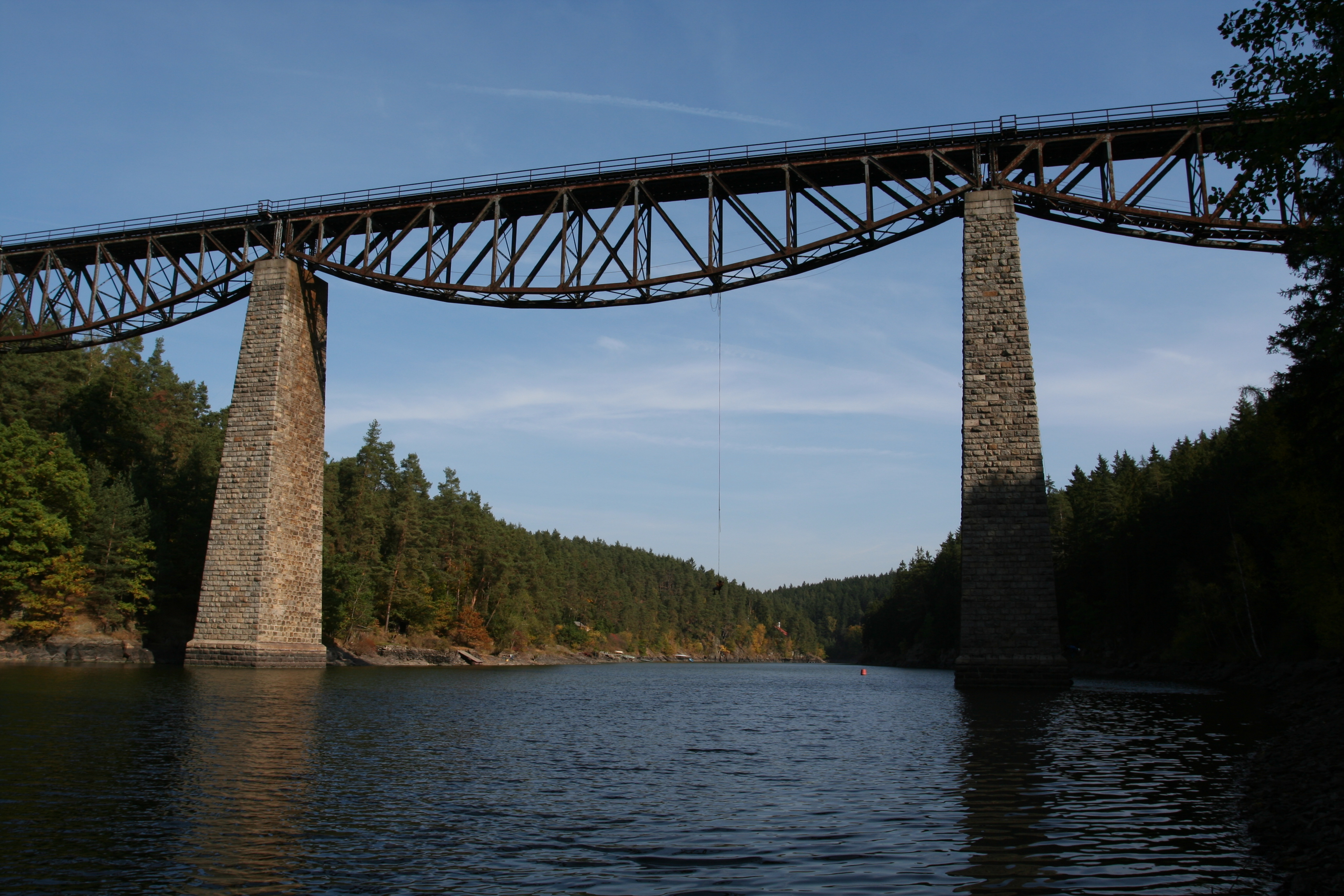
Die Brücke über die Mže (Mies) ist der größte Kunstbau der Bahn (2003)

Nach dem Zerfall Österreich-Ungarns im Oktober 1918 ging die Betriebsführung an die neu gegründeten Tschechoslowakischen Staatsbahnen (ČSD) über. Zum 1. Januar 1925 wurde die Lokalbahn Neuhof–Weseritz verstaatlicht und die Strecke ins Netz der ČSD integriert. Sie wurde fortan von der Staatsbahndirektion (Ředitelství státních drah) in Plzeň verwaltet.
Die Indienststellung moderner Motorzüge durch die ČSD ermöglichte Ende der 1920er Jahre sowohl eine signifikante Verdichtung des Fahrplanes als auch eine Verkürzung der Reisezeiten auf nur noch 48–53 Minuten. In Lomnička und Břetislav richtete die ČSD neue Haltepunkte ein. Der Winterfahrplan von 1937/38 verzeichnete fünf Personenzugpaare 3. Klasse, die sämtlich als Motorzug geführt waren.
Nach der Angliederung des Sudetenlandes an Deutschland im Herbst 1938 kam die Strecke zur Deutschen Reichsbahn, Reichsbahndirektion Regensburg. Im Reichskursbuch war die Verbindung nun als Kursbuchstrecke „422h Neuhof (b Mies)–Weseritz“ enthalten. Am 9. Mai 1945 kam die Strecke wieder vollständig zu den ČSD.
Am 1. Januar 1993 ging die Strecke im Zuge der Auflösung der Tschechoslowakei an die neu gegründeten České dráhy (ČD) über. Seit 2003 gehört sie zum Netz des staatlichen Infrastrukturbetreibers Správa železniční dopravní cesty (SŽDC).
Im Jahresfahrplan 2013 wird die Strecke in einem angenäherten Zweistundentakt von Personenzügen bedient. Dazu sind die Züge, bis auf den ersten Zug am Morgen, der nur als Zugpaar zwischen Pňovany und Bezdružice verkehrt, von und nach Plzeň hlavní nádraží durchgebunden. Güterverkehr findet nur noch zwischen Pňovany und Cebiv statt.
Seit Sommer 2018 wurde die Brücke über die Talsperre Hracholusky erneuert, wofür die Strecke seit dem 23. Juli 2018 gesperrt war. Für insgesamt 109 Millionen Kronen wurden die gemauerten Pfeiler saniert und neue stählerne Überbauten montiert. Dabei kam eine neuartige Technologie zum Einsatz, bei der die neuen Überbauten auf der Fahrbahnseite liegend auf die alten Überbauten geschoben und anschließend mit diesen verspannt um die eigene Achse in die Einbaulage gedreht wurden. Die alten Überbauten konnten nachher auf gleichem Wege über die fertige Brücke abtransportiert und vor Ort verschrottet werden. Spektakulär war die Belastungsprobe der Brücke am 27. April 2019 mit drei Lokomotiven der ČD-Baureihe 781 mit einer Gesamtmasse von 348 Tonnen. Der Zugverkehr wurde am 30. April 2019 wieder aufgenommen.

## Streckenbeschreibung

### Verlauf

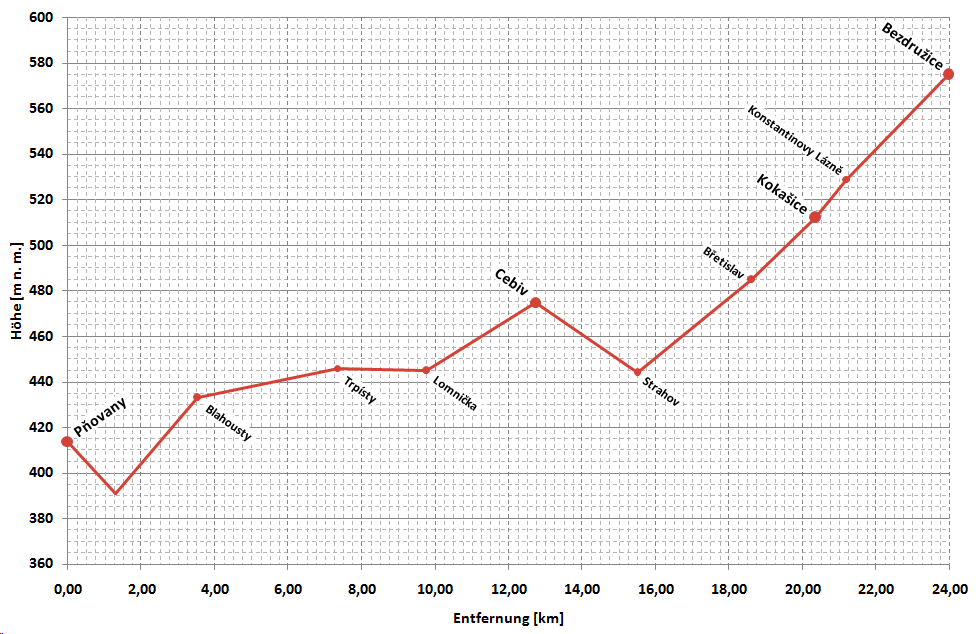
Vereinfachtes Höhenprofil der Strecke

Ihren Ausgangspunkt hat die Strecke Pňovany–Bezdružice im Bahnhof Pňovany der Strecke Bahnstrecke Plzeň–Cheb, den sie in westlicher Richtung verlässt. Nach kurzem Gefälle überquert sie auf einer hohen Fischbauchträgerbrücke den Fluss Mže (Mies) der hier von der Talsperre Hracholusky angestaut wird. Die weitere Strecke führt in nordwestlicher Richtung durch das Stříbrská pahorkatina, wobei nur kleine, unbedeutende Ortschaften berührt werden. Ihren Endpunkt hat die Strecke in der Kleinstadt Bezdružice. Die im Reiseverkehr bedeutsamste Station ist jedoch die Haltestelle des Kurbades Konstantinovy Lázně.

### Betriebsstellen
Pňovany

Der Bahnhof Pňovany besteht seit dem 28. Januar 1872. Er trug ursprünglich den Namen der kleinen Ansiedlung Neuhof / Nový Dvůr, erst 1961 erhielt er die heutige Bezeichnung. Das heutige Aufnahmsgebäude stammt von 1900, das ursprüngliche von 1871 wurde 2007 abgerissen. In den Jahren 2006 bis 2008 erhielt der Bahnhof im Rahmen der komplexen Streckenerneuerung zwischen Plzeň und Cheb sein heutiges Aussehen. Seitdem beginnen die Züge nach Bezdružice an einem separaten Inselbahnsteig, der durch einen neu gebauten Bahnsteigtunnel erreicht werden kann.
Blahousty

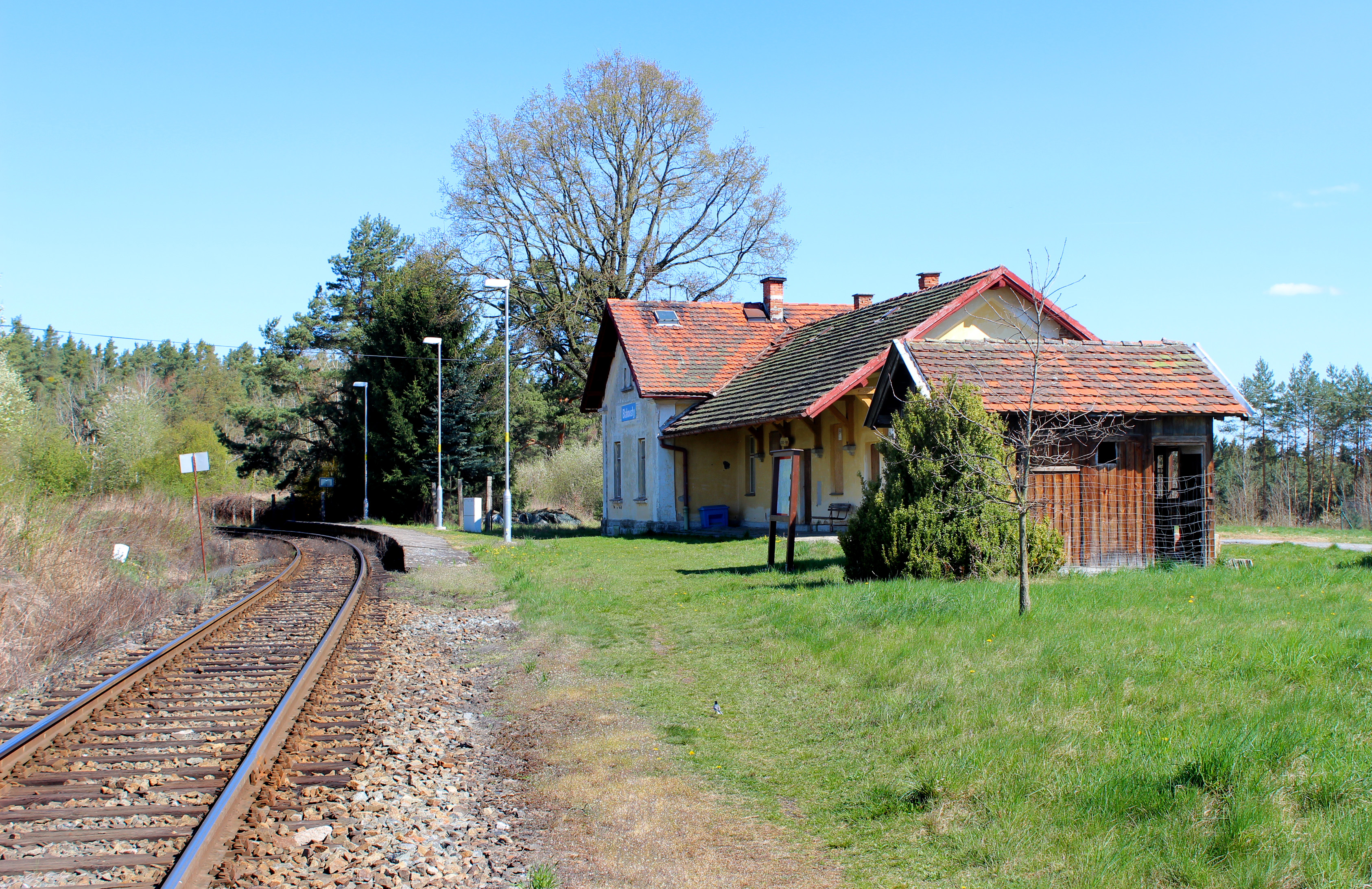
Haltestelle Blahousty (2014)

Die heutige Haltestelle Blahousty wurde 1901 als Haltestelle Malowitz eröffnet. Neben dem durchgehenden Hauptgleis bestand ursprünglich auch ein Ladegleis. Es wurde um 1978 abgebaut.
Trpísty
Die Haltestelle Trpísty gehörte in der Vergangenheit zu jenen Haltestellen mit größerem Güterverkehrsaufkommen. Am Ladegleis befand sich bis 1982 ein Getreidespeicher, der ursprünglich durch die Bäuerliche Genossenschaft zu Mies errichtet worden war. An einem kurzen Anschlussgleis erbaute das Staatsgut Úněšov 1980 eine Lagerhalle für Düngemittel. Bis in die 1970er Jahre wurde die Ladestraße auch für die Rohholzverladung genutzt.
Lomnička
Die Haltestelle Lomnička wurde am 6. Oktober 1931 eröffnet. Die Anlagen bestehen nur aus dem Bahnsteig und einer einfachen Blechwartehalle.
Cebiv

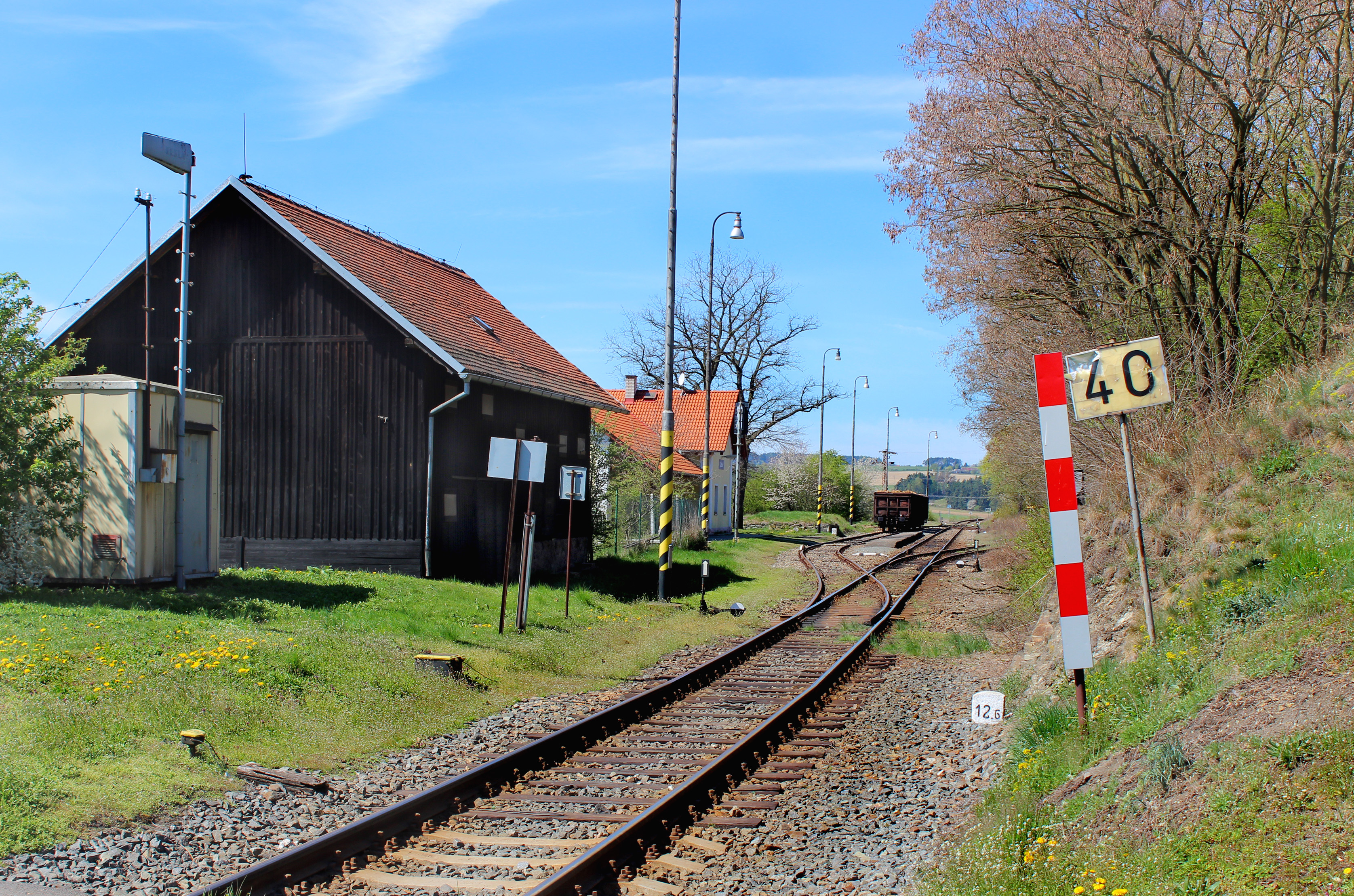
Bahnhof Cebiv (2014)

Der Bahnhof Cebiv ist heute die letzte Station der Strecke mit regelmäßigem Güterverkehr. An der Laderampe eines Holzlagers wird insbesondere Stammholz umgeschlagen. Das Aufnahmsgebäude des Bahnhofes wurde 2006 grundlegend renoviert. Der benachbarte, ungenutzte hölzerne Güterschuppen wurde hingegen 1999 abgerissen.
Strahov

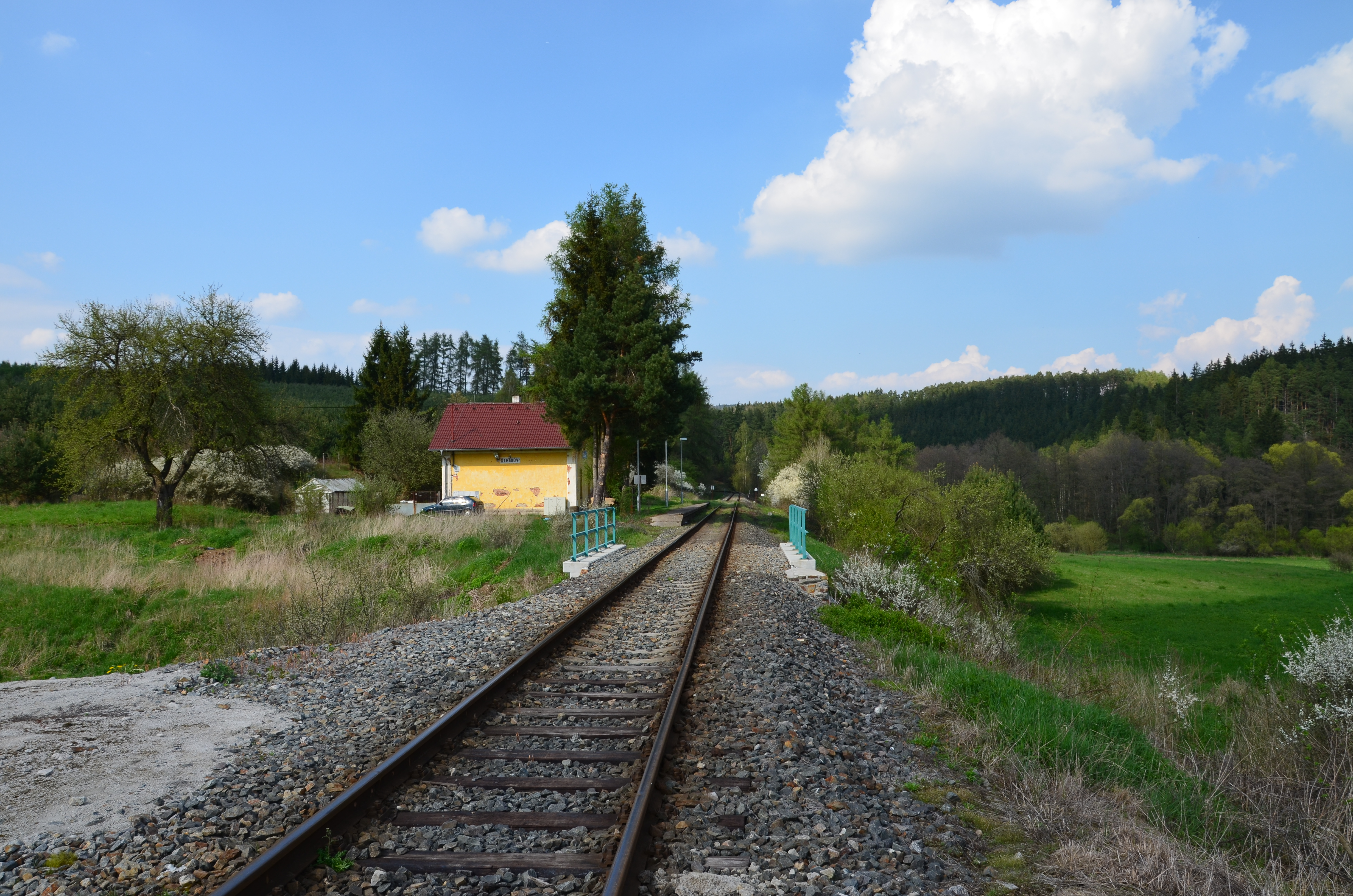
Haltestelle Strahov (2013)

Die Haltestelle Strahov liegt weit außerhalb des namensgebenden Ortes. Sie besitzt vor allem touristische Bedeutung als Ausgangspunkt einiger Wanderwege. Das kleine Aufnahmsgebäude wurde im Jahr 2008 äußerlich instand gesetzt.
Břetislav
Die Haltestelle Břetislav wurde am 5. Oktober 1930 eröffnet. Die Anlagen bestehen nur aus dem Bahnsteig und einer einfachen Blechwartehalle.
Kokašice
Der heutige Bahnhof Kokašice war bis 1905 der Bahnhof des Kurbades Konstantinovy Lázně. Die Anlagen der Station bestehen nur aus dem Haupt- und einem beidseitig mit Weichen eingebundenen Ladegleis. Im Herbst 2005 wurde das Aufnahmsgebäude grundlegend renoviert. Dabei verschwand auch die bis dahin noch vorhandene, aber schon länger ungenutzte hölzerne Wartehalle für die Kurgäste. Kokašice ist aufgrund des geringen Reisendenaufkommens ein Bedarfshalt.
Konstantinovy Lázně
Die Haltestelle Konstantinovy Lázně wurde im Jahr 1905 eingerichtet. In den ersten Betriebsjahren fand der Fahrkartenverkauf im nahen Hotel Alžbětin dvůr statt. Als Wartehalle diente ein hölzerner Anbau. Das bis heute genutzte Empfangsgebäude wurde am 4. April 1962 eingeweiht.
Bezdružice

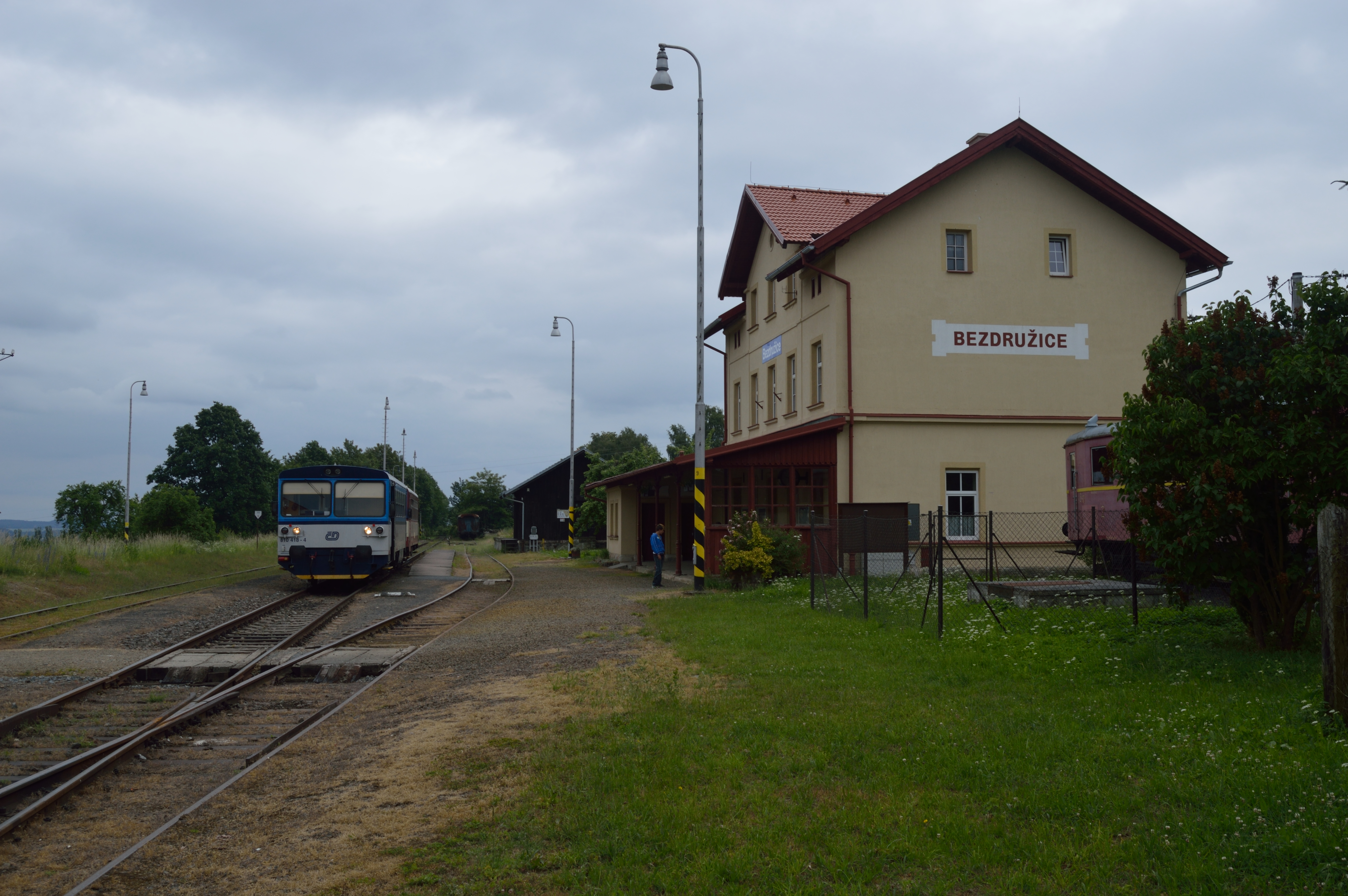
Bahnhof Bezdružice (2015)

Der Bahnhof Bezdružice ist der Endpunkt der Strecke. Die dreigleisige Bahnhofsanlage besteht aus Bahnsteig-, Umsetz- und Ladegleis. Im dreiständigen Lokomotivschuppen waren früher die Lokomotiven der Lokalbahn beheimatet. Heute dient er zur Abstellung historischer Fahrzeuge. Am Empfangsgebäude ist die Diesellokomotive T 211.0814 als Denkmal aufgestellt.
Der Bahnhof Bezdružice dient heute nur noch dem Reiseverkehr. Planmäßiger Güterverkehr besteht seit 1995 nicht mehr.
| 1913                  | 1921                                      | 1939                | 1946                | 2013                |
| Neuhof                | Nový Dvůr / Neuhof                        | Neuhof (b Mies)     | Nový Dvůr u Stříbra | Pňovany             |
| Mallowitz-Blahussen H | Malovice-Blahousty / Mallowitz-Blahussen  | Mallowitz-Blahussen | Blahousty           | Blahousty           |
| Trpist                | Trpisty / Trpist                          | Trpist              | Trpísty             | Trpísty             |
| –                     | –                                         | Lamitschka          | Lomnička            | Lomnička            |
| Zebau                 | Čebiv / Zebau                             | Zebau               | Cebiv               | Cebiv               |
| Strahof H             | Strahov / Strahof                         | Strahof             | Strahov             | Strahov             |
| –                     | –                                         | Setzlaw             | Břetislav           | Břetislav           |
| Constantinsbad        | Lázně Konstantinovy / Konstantinsbad      | Kokaschitz          | Kokašice            | Kokašice            |
| Constantinsbad H      | Lázně Konstantinovy z. / Konstantinsbad H | Konstantinsbad      | Konstantinovy Lázně | Konstantinovy Lázně |
| Weseritz              | Bezdružice / Weseritz                     | Weseritz            | Bezdružice          | Bezdružice          |

## Fahrzeugeinsatz

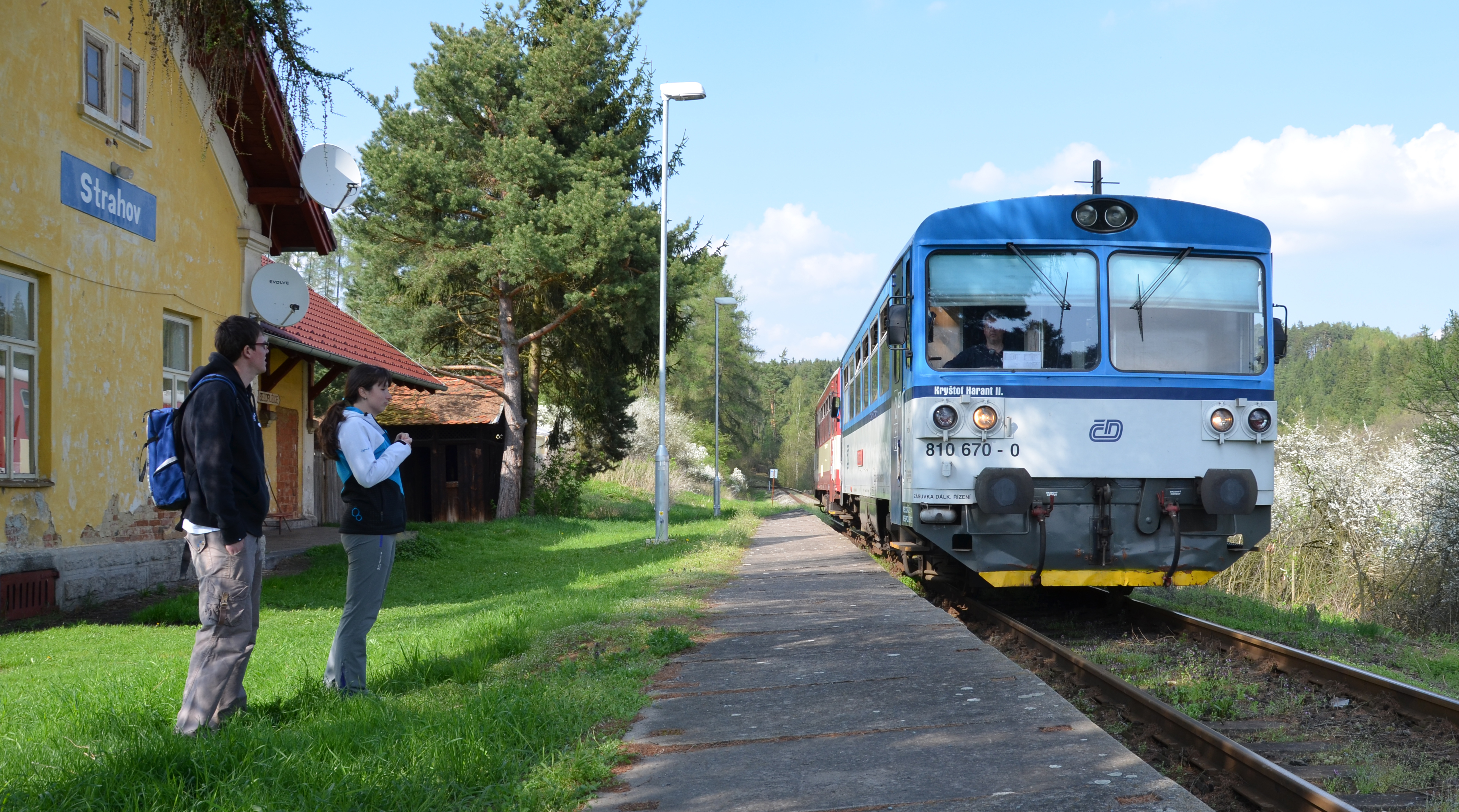
Triebwagen der ČD-Baureihe 810 in Strahov (2013)

Für Rechnung der Lokalbahn Neuhof–Weseritz erwarben die kkStB zwei Stück der bewährten Lokalbahnlokomotiven der Reihe 97 (ČSD 310.0). Die beiden Lokomotiven besaßen die Betriebsnummern 97.190 und 191.
Den Reiseverkehr übernahmen Anfang der 1930er Jahre die seinerzeit modernen Tatra-Turmtriebwagen. Nach 1945 wurden sie durch die Triebwagen der ČSD-Baureihe M 131.1 abgelöst. Seit 1983 kamen Triebwagen der ČSD-Baureihe M 152.0 (heute: 810) zum Einsatz.
Heute werden alle Reisezüge mit Triebwagen der ČD-Baureihe 814 „Regionova“ gefahren.